# Ponte strallato di Piacenza
Il ponte strallato di Piacenza è un ponte ferroviario che consente alla ferrovia ad alta velocità Milano-Bologna di attraversare il fiume Po.
Il manufatto si trova alla progressiva chilometrica 44,232 della linea ad alta velocità Milano-Bologna, circa 1,5 km a valle del ponte dell'autostrada A1, tra le località di Mezzana Casati, frazione del comune di San Rocco al Porto, e Bosco dei Santi, frazione del comune di Piacenza.
Al momento della costruzione il ponte era il più grande ponte ferroviario strallato realizzato in acciaio e cemento armato del mondo.

## Storia
I lavori per la costruzione del ponte, progettato dall'ingegnere Mario Paolo Petrangeli, costarono complessivamente 43 milioni di euro e furono iniziati il 15 luglio 2002 con la posa della prima pietra alla presenza degli allora presidente del consiglio e ministro per le infrastrutture Silvio Berlusconi e Pietro Lunardi. I primi interventi riguardarono la costruzione delle opere propedeutiche al completamento della pila numero 8, posta verso la sponda piacentina, mentre tre mesi dopo iniziarono gli analoghi interventi relativi alla pila numero 7, posta verso la sponda opposta del fiume.
Il manufatto venne inaugurato il 19 giugno 2006, con la cerimonia di fine lavori. Successivamente vennero posati l'armamento e gli impianti tecnologici necessari a permettere il transito dei convogli ferroviari.
La regolare circolazione sul ponte, così come sul resto della linea, ebbe inizio il 14 dicembre 2008, dopo che il giorno precedente si era tenuto il viaggio inaugurale da Milano a Bologna alla presenza delle autorità politiche.

## Caratteristiche
Il viadotto a scavalco del fiume Po presenta una lunghezza complessiva di 1342 m ed è costituito da 4 porzioni: un viadotto a campata continua caratterizzato da una sezione a cassone tricellulare e realizzato in calcestruzzo armato precompresso posto a superare l'argine e la golena sinistra, il ponte strallato vero e proprio, lungo 400 m a scavalco dell'alveo ordinario del fiume, largo 300 m, un viadotto a 12 campate formato da 48 travi prefabbricate che supera la golena destra e un viadotto a campata a superare l'argine destro, con caratteristiche analoghe al viadotto posto sulla sponda opposta.
Il ponte vero e proprio è formato da un impalcato tricellulare realizzato in calcestruzzo armato che va a poggiare sulle pile poste a rive ed il cui peso è retto da 72 stralli collegati a due antenne; la campata centrale misura 192 m, mentre le due campate laterali si estendono entrambe per 104 m. Le scelte strutturali furono influenzate da prescrizioni fornite dall'Arni, l'autorità regionale emiliano-romagnola competente in materia di navigazione sulle acque interne, che aveva imposto luci libere di minimo 70 m e del ministero dell'ambiente che aveva bloccato la soluzione che prevedeva un'unica pila centrale. Altri vincoli furono la necessità di preservare la navigabilità del corso d'acqua che comportò un franco di 6,8 m al di sopra del livello massimo di navigabilità, la classificazione sismica e l'erosione dell'alveo.
Le antenne che sostengono gli stralli presentano una forma rastremata al di sotto dell'impalcato del ponte, nei pressi dell'appoggio sulla parte sommitale delle pile che, a loro volta, si basano su una zattera poggiante su un totale di 28 pali della lunghezza ciascuno di circa 63 m; la forma delle antenne deriva da considerazioni sia estetiche che pratiche, per evitare di interferire in maniera consistente con la navigazione fluviale. Le antenne sono alte complessivamente 65 m, di cui poco meno di 52 m al di sopra del piano dei binari.
Il corso del Po non viene oltrepassato ortogonalmente, ma con un'inclinazione di circa 22° rispetto alla perpendicolare alla direzione della corrente.